# 喻缦云
喻缦云（1903年—1994年），中国人民解放军将领、中国人民解放军开国少将。
曾任中国人民解放军总后勤部军需部部长。1955年，授予中国人民解放军少将。